# Acalolepta pseudobianor
Acalolepta pseudobianor là một loài bọ cánh cứng trong họ Cerambycidae.